# Konrad Waliniak
Konrad Waliniak, né le 8 décembre 2004 à Poznań, est un coureur cycliste polonais.

## Biographie
Originaire de Poznań, Konrad Waliniak suit des études dans le domaine de l'architecture de l'information,. Il participe également à des compétitions cyclistes sur route et sur piste. Bon rouleur, son palmarès compte divers titres de champion national. Il remporte par ailleurs le classement général de la course Pologne-Ukraine en 2024. La même année, il représente son pays natal aux championnats du monde sur piste, où il se classe neuvième de la poursuite par équipes et vingt-troisième de la course aux points.
En 2025, il décide de rejoindre l'équipe continentale Voster ATS. Ce transfert l'amène à participer à davantage de compétitions route.

## Palmarès sur route

### Par année
- 2022
  - 2e du championnat de Pologne du contre-la-montre juniors
- 2023
  - 5e étape de Pologne-Ukraine
  - 2e du championnat de Pologne du contre-la-montre par équipes
- 2024
  - Pologne-Ukraine :
    - Classement général
    - 2e étape (contre-la-montre)

  - 2e du championnat de Pologne du contre-la-montre par équipes
  - 3e du championnat de Pologne du contre-la-montre espoirs
- 2025
  -  Champion de Pologne du contre-la-montre espoirs

### Classements mondiaux
| Année                                 | 2023  | 2024  |
| ------------------------------------- | ----- | ----- |
| Classement mondial                    | 1914e | 2144e |
| UCI Europe Tour                       | 1223e | 1310e |
|                                       |       |       |
| Légende : nc = non classéSource : UCI |       |       |

## Palmarès sur piste

### Championnats nationaux
- 2022
  - 3e du championnat de Pologne de poursuite par équipes
- 2023
  -  Champion de Pologne de l'omnium
  -  Champion de Pologne de la course aux points
  -  Champion de Pologne du scratch
  - 2e du championnat de Pologne de poursuite par équipes
  - 3e du championnat de Pologne de poursuite
  - 3e du championnat de Pologne de l'américaine
- 2024
  -  Champion de Pologne de poursuite par équipes (avec Adam Woźniak, Aleksander Krukowski et Kamil Kudliński)
  - 2e du championnat de Pologne de course aux points
  - 2e du championnat de Pologne de l'omnium
  - 3e du championnat de Pologne de l'américaine
- 2025[5]
  -  Champion de Pologne de l'américaine espoirs (avec Piotr Maślak)
  -  Champion de Pologne de l'omnium espoirs